# Dorjpalam Ganjuyag
Dorjpalam Ganjuyag (26 de julio de 1976) es un deportista mongol que compitió en judo. Ganó una medalla de bronce en el Campeonato Asiático de Judo de 2009 en la categoría abierta.

## Palmarés internacional
| Campeonato Asiático | Campeonato Asiático | Campeonato Asiático | Campeonato Asiático |
| Año                 | Lugar               | Medalla             | Categoría           |
| ------------------- | ------------------- | ------------------- | ------------------- |
| 2009                | Taipéi (Taiwán)     | Medalla de bronce   | Abierta             |